# Maginon DC 3400
La Maginon DC 3400 es una cámara digital de la empresa alemana Supra Foto Elektronik Vertriebs GmbH (con sede en Kaiserslautern). La DC 3400 es una cámara compacta de 3,1 Megapíxeles y forma de tubo redondeado. Tiene unas dimensiones de 112mm x 56mm x 37mm y un peso de 160 gramos sin pilas ni tarjeta de memoria. En el frontal tiene un LED azul de encendido, unas muescas para facilitar el agarre, el flash, LED para avisar de disparo temporizado, visor óptico, micrófono y foco retráctil. En la zona superior está el interruptor de encendido, el altavoz y el botón de disparo. En el lateral derecho del usuario, trampilla de las pilas y conectores de alimentación y USB ( protegidos por una goma) En el lateral izquierdo trampilla de la ranura SD y minijack de la salida de video. En la base hacia al izquierda tornillo del trípode. En la trasera, visor óptico en la esquina superior izquierda y botones de zoom en la derecha. A la izquierda del visor, botones de Menú, Delete y Display. A la derecha panel de control compuesto por una rueda selectora de modos (configuración, reproducción, foto, foto con ajustes manuales y grabación de video) y un D-Pad con acceso a Macro, tiempo, flash y pausa o control direccional en los menús con botón OK. 
El contenido de la caja es la cámara, una funda y una correa, un cable USB A - mini-A, un cable de Audio/Video con conector jack, el manual del usuario y un CD ROM con software

## Características
- Sensor de imágenes CCD de 1/2.7"
- Resoluciones : 3,1 Megapíxeles, vídeo a 320 x 240, foto a :
  - 2048x1536
  - 1600x1200
  - 1280x960
  - 1024x768
  - 640x480
- 16 MB de memoria interna, ampliables mediante tarjetas SD/MMC
- Lentes con una longitud de 5,8mm~17,4mm y un rango focal de 0,5 m a infinito para enfoque normal, y de 0,2 a 0,5 metros para Macro. Apertura relativa de 3,1~5,2
- Rango de efectividad del flash de 0,5m ~3m en mod amplio y de 0,5m ~ 2,5m en modo teleobjetivo
- Pantalla LCD TFT trasera de 1,5 pulgadas
- Disparador por intervalo de tiempo de 2 y 10 segundos
- Zoom 3x ópticos y 4x digitales
- Balance de blancos : Automático o Manual (SUN, SHADE, TUNGSTEN, FLUORESCENT 1, FLUORESCENT 2)
- Compensación de la exposición : Automático o Manual de -2.0 ~ +2.0 EV (0.5 EV)
- Cumple con los estándares EXIF 2.2, DPOF 1.0, DCF 1.1, AVI
- Conectores : minijack de alimentación eléctrica, USB tipo mini-A, minijack de salida de audio/video (NTSC o PAL)
- Alimentación por 2 pilas AA o alimentador DC 3 voltios, 2,5 Amperios